# Vakuumgaren

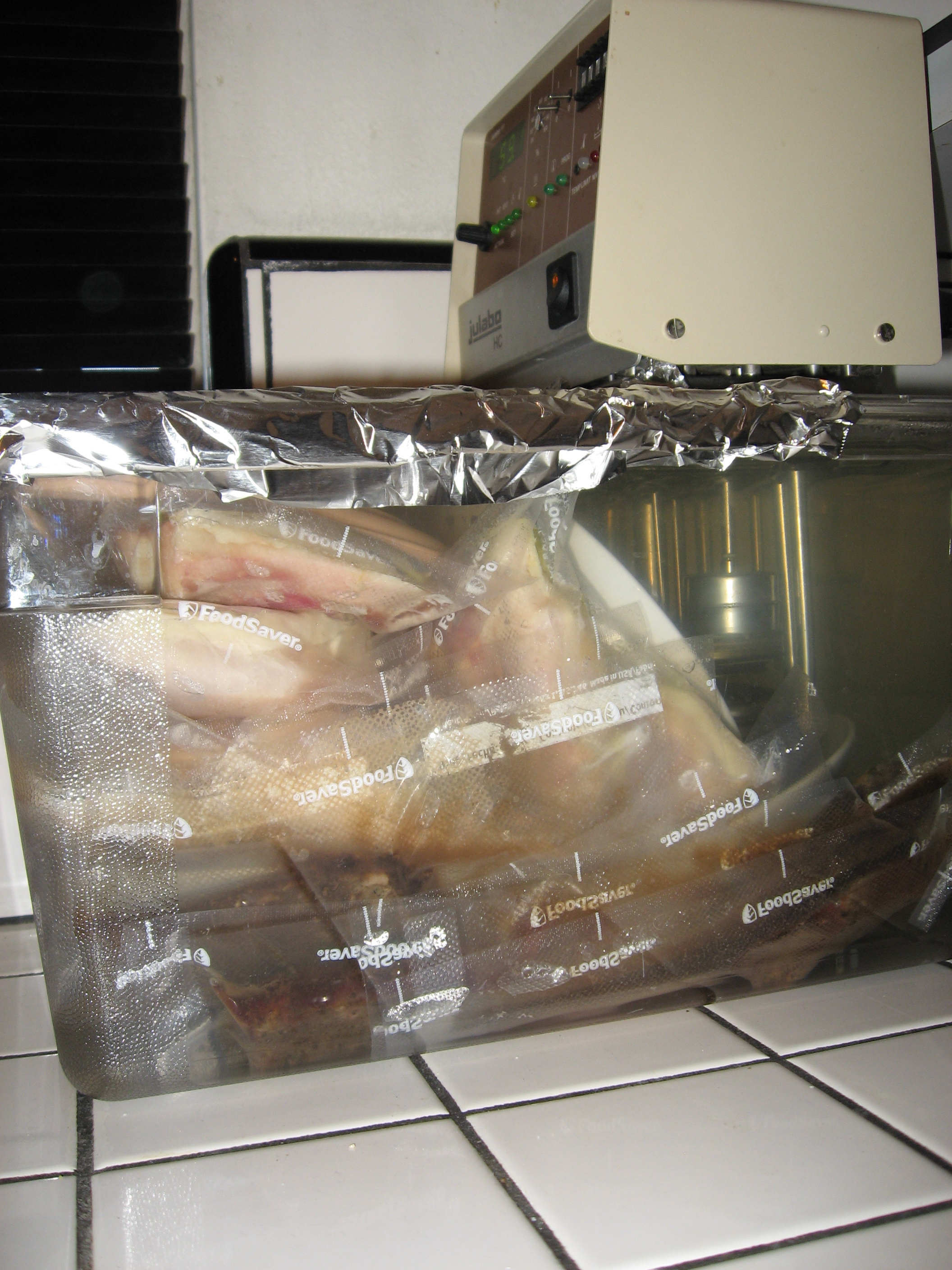
Zubereitung mittels Thermalisierung

Als Vakuumgaren oder Sous-vide-Garen (sprich /suːˈviːd-/; französisch sous ‚unter‘; vide ‚Vakuum‘) bezeichnet man eine Methode zum Garen von Fleisch, Fisch oder Gemüse in einem Kunststoffbeutel bei relativ niedrigen Temperaturen von unter 100 °C. Das Vakuumgaren ist eine Variante des Niedrigtemperaturgarens, die den höheren Wärmeaustausch (im Vergleich zum Backofen) eines Wasserbads oder temperaturgeregelten Dampf nutzt.

## Verfahren

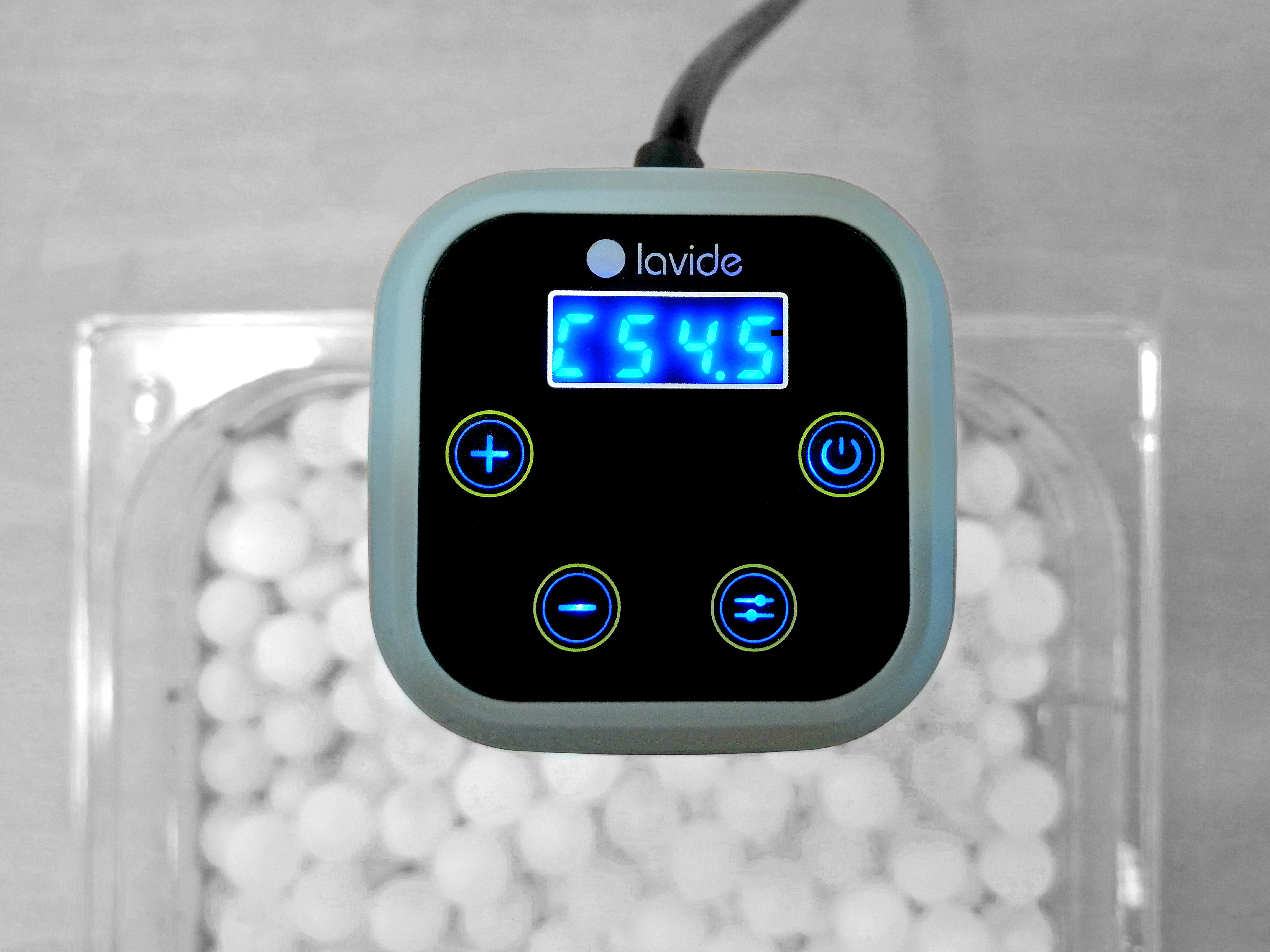
Sous-Vide-Stick mit Isolationskugeln

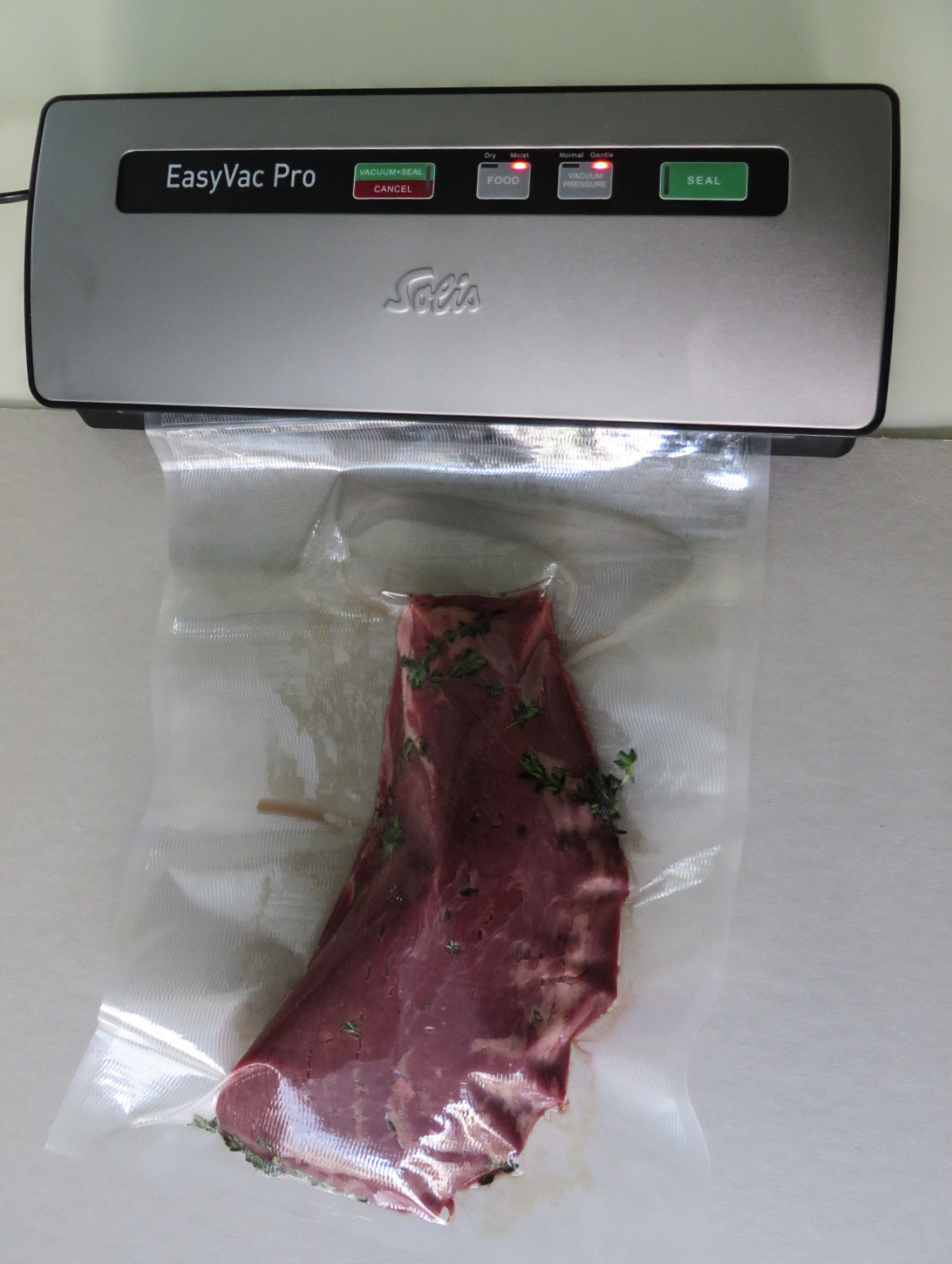
Kleines Vakuumgerät für Privathaushalte

Die Speisen werden in einen Kunststoffbeutel eingeschweißt, aus dem die Luft mit einem Vakuumiergerät abgesaugt wurde, und dann bei konstanter Wassertemperatur im Bereich von 50 bis 85 °C zubereitet. Hierbei kommen zur Überwachung der Kerntemperatur des Garguts kurze Bratenthermometer (mit dem Gargut eingeschweißt) oder Infrarotthermometer zur Anwendung. Die Vakuumbeutel werden üblicherweise aus mehreren Schichten von Polyamiden und Polyethylen gefertigt, um eine Extraktion von Weichmachern aus der Folie des Beutels in das Gargut zu vermeiden. Alternativ gibt es auch Dampfgargeräte (Kombi-Steamer), die über eine spezielle Bedampfungsfunktion verfügen. In diesem Fall wird der Beutel direkt in den Dampfgarer gelegt und der Inhalt gradgenau mit Dampf gegart.
Mittlerweile werden auch fertige Sous-Vide-Bäder für den gewerblichen oder handliche Sous-Vide-Sticks für den privaten Gebrauch angeboten. Dieser funktioniert in etwa wie ein Tauchsieder. Er erhitzt das Wasser bis zur gewünschten Temperatur und die integrierte Umwälzpumpe sorgt für ein gleichmäßiges Erhitzen des Wassers und somit für ein gleichmäßiges Garen.
Vorteile des Vakuumgarens liegen darin, dass durch das Vakuumieren nichts aus dem Beutel austreten kann, weder flüchtige Geschmackstoffe oder Aromen noch Wasser. Zudem ist die Geschmacksbeeinflussung des Gargutes durch beigelegte Zutaten wie Gewürze oder Kräuter intensiver. Durch die Entfernung des größten Anteils an Luft im Beutel wird auch eine Oxidation des Garguts und seiner Aromen vermindert. Da beim Vakuumgaren aufgrund der relativ niedrigen Temperaturen keine Maillard-Reaktion stattfindet und keine Kruste am Gargut gebildet werden kann, wird das Gargut meistens vor oder nach dem Vakuumgaren kurz scharf angebraten oder bei Temperaturen über 200 °C kurz gebacken.

## Geschichte
Das Kochen bei niedrigen Temperaturen wurde erstmals 1799 von Benjamin Thompson beschrieben. In seinen Experimenten verwendete er Luft als Wärmeübertragungsmedium, um herauszufinden, ob er Fleisch in einer Maschine braten konnte, die er zum Trocknen von Kartoffeln entwickelt hatte. In Thompsons eigenen Worten war das Fleisch „nicht nur genießbar, sondern perfekt zubereitet“.
Die Zubereitung von Lebensmitteln unter Druck mit oder ohne Hitze wurde ab Mitte der 1960er Jahre von amerikanischen und französischen Ingenieuren als industrielle Methode zur Lebensmittelkonservierung entwickelt, konnte sich aber aufgrund der schwierigen Handhabung seinerzeit nicht im Haushaltsmaßstab durchsetzen, da es nur wenige dafür geeignete Geräte gab. Die verwendeten Geräte kamen aus chemischen oder biologischen Laboratorien, waren teuer und unpraktisch. Das Verfahren wurde damals hauptsächlich für die Herstellung von Convenience Food eingesetzt. Mittlerweile sind spezielle Geräte zum Vakuumgaren auf dem Markt, wie zum Beispiel Einbau-Dampfgargeräte. Damit wurde dieses Zubereitungsverfahren in Gastronomiebetrieben und privaten Haushalten umsetzbar.
1974 entdeckte Georges Pralus, ein französischer Koch im Relais & Châteaux Restaurant Troisgros (von Pierre und Michel Troisgros), dass Foie Gras, wenn es auf diese Weise gegart wurde, sein ursprüngliches Aussehen beibehielt, keine überschüssigen Mengen an Fett verlor und eine bessere Textur hatte. Ein weiterer Pionier im Bereich Sous Vide war Bruno Goussault, Chefwissenschaftler des in Sterling, Virginia, ansässigen Lebensmittelherstellers Cuisine Solutions, der die Auswirkungen der Temperatur auf verschiedene Lebensmittel weiter erforschte und dafür bekannt wurde, Spitzenköche in dieser Methode auszubilden. Er entwickelte die Parameter der Kochzeiten und -temperaturen für verschiedene Lebensmittel. Goussault und Pralus arbeiteten in den 1970er Jahren erst unabhängig voneinander und schließlich gemeinsam an der Weiterentwicklung des Sous-Vide-Garens.

## Tabellen (Auszug)
| Lebensmittel                                        | Gewicht / Dicke | Garzeit        | Wasser- Temperatur   | Garstufe                  |
| --------------------------------------------------- | --------------- | -------------- | -------------------- | ------------------------- |
| Fleisch                                             |                 |                |                      |                           |
| Lammfilet                                           | 080 g / 2 cm    | 00:35 h        | 056 °C               | à point medium rosa       |
| Chateaubriand (Filetkopf)                           | 800 g           | 02:15 h        | 057 °C               | à point medium rosa       |
| Rindsfilet (Mittelstück)                            | 600 g           | 01:45 h        | 057 °C               | à point medium rosa       |
| Filet-Beefsteak                                     | 200 g / 3 cm    | 00:50 h        | 057 °C               | à point medium rosa       |
| Tournedos                                           | 100 g / 2 cm    | 00:30 h        | 057 °C               | à point medium rosa       |
| Roastbeef                                           | 800 g           | 03:00 h        | 057 °C               | à point medium rosa       |
| Entrecôte                                           | 200 g / 2 cm    | 00:45 h        | 057 °C               | à point medium rosa       |
| Entrecôte Double                                    | 400 g / 4 cm    | 01:20 h        | 057 °C               | à point medium rosa       |
| Rindshuft                                           | 800 g           | 03:20 h        | 059 °C               | à point medium rosa       |
| Lammhüfte                                           | 220 g           | 01:10 h        | 062 °C               | à point medium rosa       |
| Rindshuftdeckel                                     | 600 g           | 00:48 h        | 066 °C               | Bien cuit well done durch |
| Ochsenbäckchen                                      |                 | 18 h 48 h 72 h | 068 °C 065 °C 062 °C | Bien cuit well done durch |
| Fisch und Meeresfrüchte                             |                 |                |                      |                           |
| Lachsfilet                                          | 2,5 cm          | 00:30 h        | 057 °C               |                           |
| Calamares aufgetaut Tentakel ganz, Kopf in Streifen |                 | 02:10 h        | 060 °C               |                           |
| Diverses                                            |                 |                |                      |                           |
| Onsen-Eier                                          | 45…64 g/Ei      | 00:40 h        | 064,5 °C             |                           |